# Dirk van Bronckhorst-Batenburg (1578-1649)

Wapen van Dirk van Bronckhorst-Batenburg, met onder de wapens van Anholt en Bahr.

Dirk IV van Bronckhorst-Batenburg (Anholt)  (24 maart 1578 - 16 juni 1649) was een zoon van Jacob van Bronckhorst-Batenburg (Anholt) (1553-1582) en Gertrud von Milendonck (1552-1612).
Van Bronckhorst-Batenburg werd in opvolging van zijn vader graaf van Bronckhorst, vrijheer van Batenburg en heer van Anholt, Moyland en Bahr
Hij trouwde (1) op 4 maart 1612 met Philiberta van Immerseel-Bokhoven (ca. 1575-1613), zij was weduwe van Walraven van Haaften (ca. 1575 - voor 1612) en de dochter van Engelbert van Immerseel-Bokhoven en Johanna Josina van Grevenbroek. Hij trouwde (2) op 23 februari 1616 met Maria Anna van Immerseel (ca. 1600 - 4 mei 1624). Zij was de dochter van Dirk van Immerseel-Bokhoven (ca. 1572-1610) en Maria van Renesse (ca. 1580-1622). Maria Anna was de oudste dochter van zijn zwager (uit eerste huwelijk) Dirk. Uit zijn tweede huwelijk werd geboren:
- Maria Anna van Bronckhorst-Batenburg erfvrouwe van Anholt (4 mei 1624 - 16 oktober 1661), begraven in Anholt. Zij trouwde op 22 oktober 1641 met Leopold Philips Karel van Salm vorst van Salm-Salm (1610 - 15 december 1663). Hij was de zoon van Philipp Otto van Salm Neufville (1575-1634) en Christine de Croy D'havre (ca. 1585 - ca. 1664). Uit haar huwelijk werd geboren:
  - Karel Otto Theodoor van Salm Neufville vorst van Salm-Salm, wild- en Rijngraaf van Salm-Mörchingen en Salm-Kyrburg en heer Van Anholt (27 mei 1645 - 10 november 1710). Hij trouwde op 20 maart 1671 met Louise Maria van Pfalz Simmern (23 juli 1647 - 11 maart 1679). Zij was de dochter van Eduard van Pfalz Simmern (Den Haag, 5 oktober 1625 - Parijs, 13 maart 1663) en Anna van Mantua Gonzaga (Mantua, 1 januari 1616 - Parijs, 6 juli 1684). Uit hun huwelijk werd geboren:
    - Lodewijk Otto van Salm Neufville (24 oktober 1674 - 23 november 1738). Hij trouwde op 20 juli 1700 met Albertina Johanna Francisca van Nassau Hadamar (6 juli 1679 - 24 april 1716). Zij was de dochter van Maurits Hendrik van Nassau-Hadamar (1626-1679) en Anna Louise van Manderscheid Blankenheim (1654-1692) de dochter van Valentijn Ernst van Manderscheid-Blankenheim.

  - Gaston Philips prins van Salm-Salm (30 september 1646 - 1668)
  - Dorothea Maria van Salm-Salm prinses-abdis van Remiremont (31 januari 1651 - 14 november 1702)
  - Maria Christine van Salm-Salm (29 december 1653-)